# 479 до н. е.

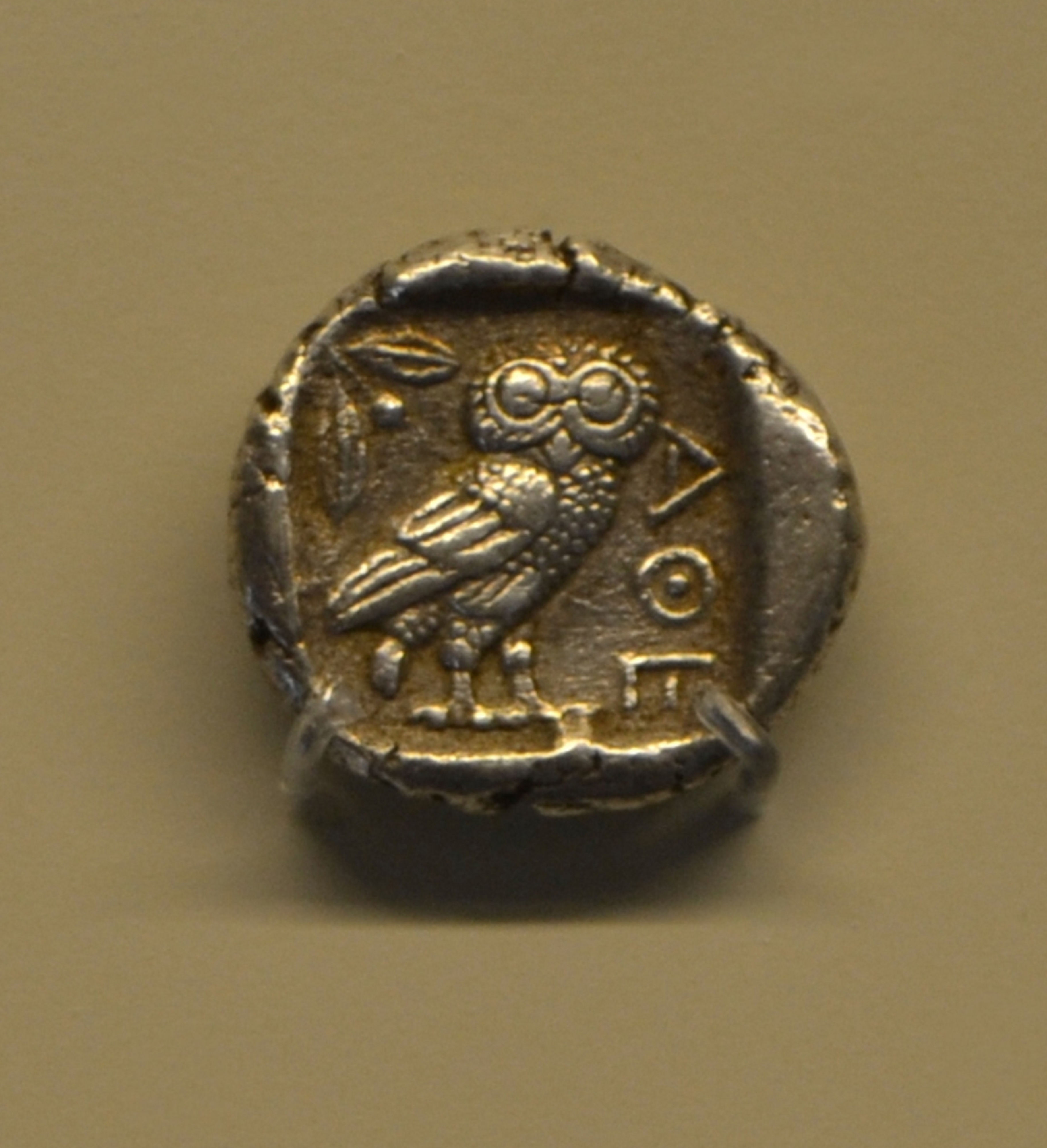
Афінська драхма 479 року до н. е.

## Події
- падіння тиранії Анаксілая в Регії, Велика Греція.
- битва при Платеях.
- битва при Мікале.

### Астрономічні явища
- 28 лютого. Часткове сонячне затемнення.[1]
- 29 березня. Часткове сонячне затемнення.[1]
- 21 вересня. Часткове сонячне затемнення.[1]

## Народились
- Мо-ді (кит.: 墨翟), або Учитель Мо, Мо-цзи (кит.: 墨子) — китайській філософ, засновник школи моїзму (мо-цзя)

## Померли
- Конфуцій — китайський філософ, засновник конфуціатства.